# Réacteur A1B

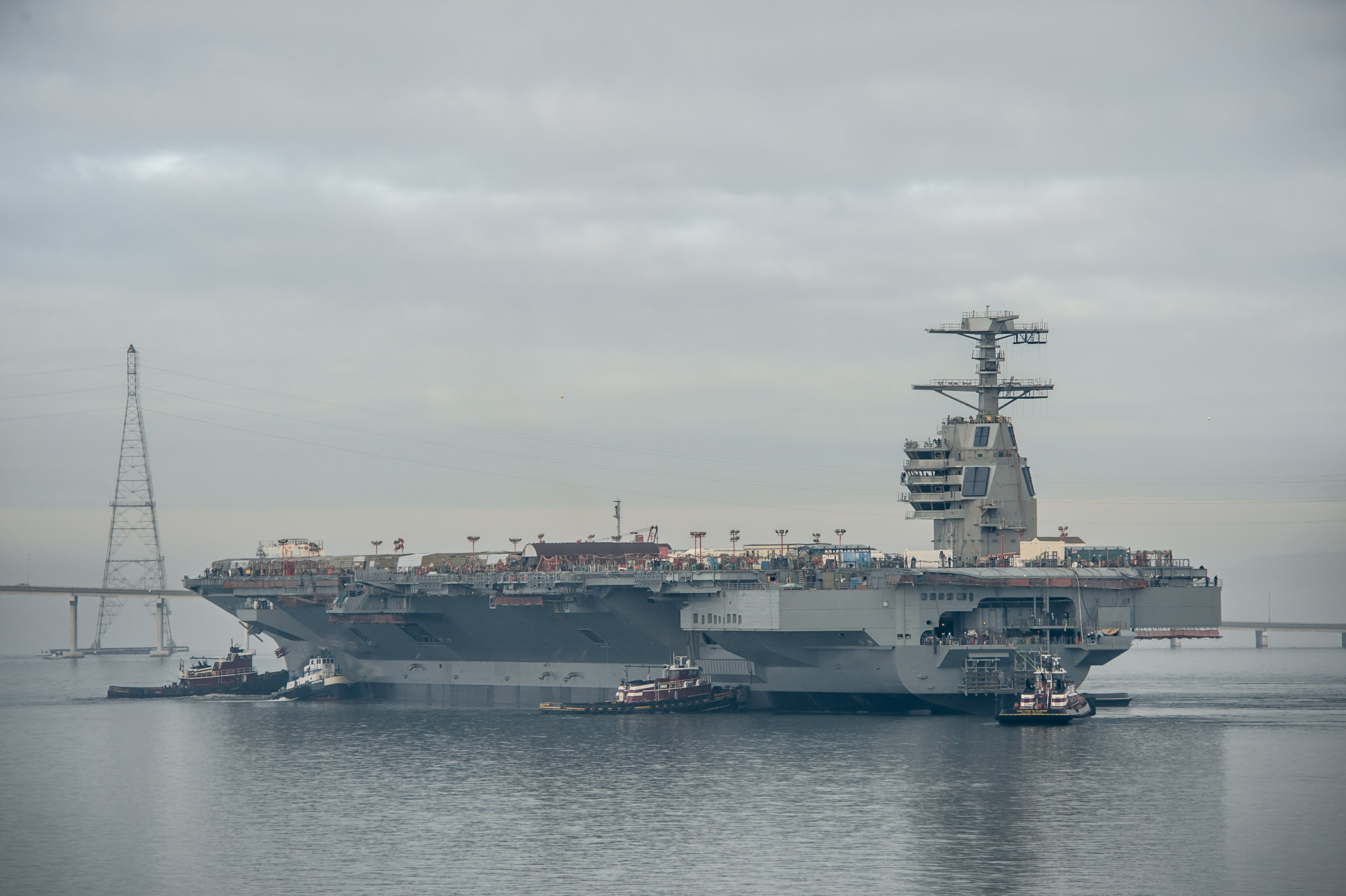
L'USS Gerald R. Ford en transit sur la James River le 9 novembre 2013

Le A1B reactor est un réacteur nucléaire naval de l'United States Navy conçu au Knolls Atomic Power Laboratory (en) de Niskayuna par l'ingénieur Arthur Tapper pour fournir de l’électricité ainsi que la propulsion de navires de guerre. Les projets initiaux étaient pour la classe des porte-avions de la classe Gerald R. Ford de remplacer les réacteurs A4W des porte-avions de la classe Nimitz.

## Acronyme
L'acronyme A1B signifie :
- A = Aircraft carrier
- 1 = numéro de la génération pour le fabricant
- B = Bechtel Marine Propulsion Corporation pour le nom du fabricant

## Description
Le réacteur A1B est plus petit, plus efficace et produit trois fois plus d'électricité que le réacteur A4W. 
Les cœurs de ses réacteurs nucléaires ont une durée de vie égale à celle du navire, ce qui évite de les changer au cours de leur carrière.

## Navires équipés
Le premier équipé étant le USS Gerald R. Ford (CVN-78), dont le développement a commencé en 1998, et qui a été lancé le 17 novembre 2013. 